# كارلوس مونتالبان
كارلوس مونتالبان (بالإسبانية: Carlos Montalbán)‏ هو ممثل مكسيكي، ولد في 5 يونيو 1903 بمدينة مكسيكو في المكسيك، وتوفي في 28 مارس 1991 بنيويورك في الولايات المتحدة بسبب قصور القلب.

## وصلات خارجية
- كارلوس مونتالبان على موقع IMDb (الإنجليزية)
- كارلوس مونتالبان على موقع قاعدة بيانات الفيلم (الإنجليزية)